# Simona Baldelli

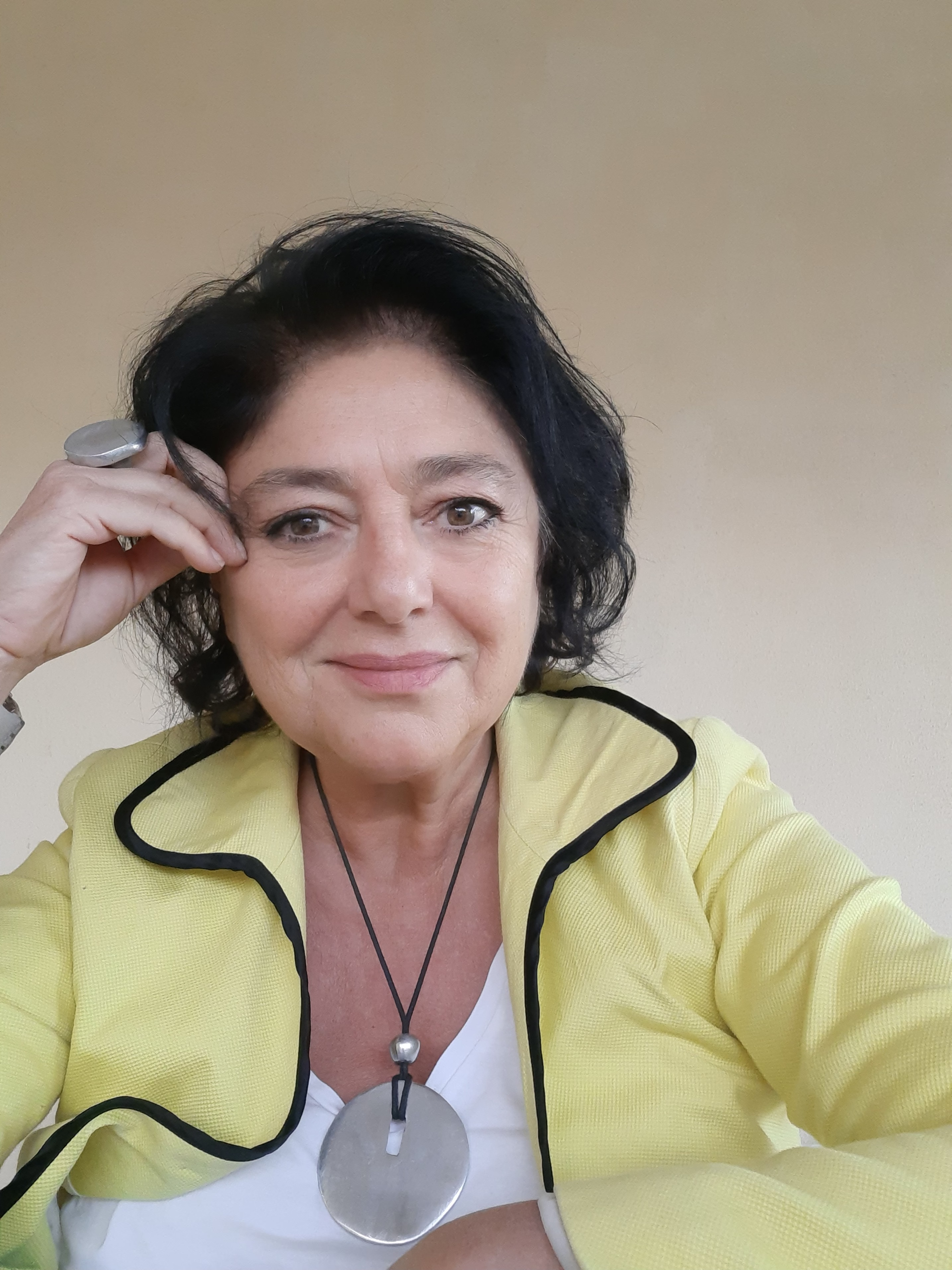
Simona Baldelli

Simona Baldelli (Pesaro, 29 maggio 1963) è una scrittrice italiana.

## Biografia
Dopo il liceo, frequentato a Pesaro, si è trasferita a Bologna per studiare alla Scuola di Teatro. 
Nel 2012 ha partecipato al Premio Italo Calvino arrivando in finale con il romanzo Evelina e le fate, ambientato nella campagna marchigiana durante la seconda guerra mondiale. Pubblicato per Giunti nel 2013, il romanzo è stato vincitore del Premio John Fante Opera Prima opera prima ed è stato tradotto in spagnolo con il titolo Evelina y las hadas, pubblicato dalla casa editrice Roca Editorial nel 2015 e distribuito in Spagna e America Latina. Il romanzo è stato candidato al Libro dell'anno 2013 del programma Farenheit trasmesso sull'emittente Radio3 della RAI condotto, fra gli altri, da Loredana Lipperini.
Nel 2014, sempre per la casa editrice Giunti ha pubblicato Il tempo bambino, che affronta il tema della pedofilia.
Nel 2016, ancora per Giunti, esce La vita a rovescio, romanzo ambientato nel XVIII secolo e ispirato alla biografia di Caterina Vizzani, la cui storia è raccontata nel saggio monografico di Marzio Barbagli, Storia di Caterina che per ott’anni vestì da uomo, Il Mulino 2014. Il romanzo ha vinto il Premio Letterario Città di Cave 2016.
Sempre nel 2016, pubblica per Newton Compton Editori la guida È facile vivere bene nelle Marche se sai cosa fare.
Nel 2018, in occasione del 150mo rossiniano, esce il romanzo L'ultimo spartito di Rossini, basato sulla vita del grande musicista pesarese Gioachino Rossini per le Edizioni Piemme
A gennaio 2019 pubblica per la casa editrice Sellerio il romanzo Vicolo dell'Immaginario, in parte ambientato a Lisbona alla vigilia della Rivoluzione dei garofani
Sempre per Sellerio, nel 2020 pubblica il romanzo Fiaba di Natale.
Nel 2021, esce Alfonsina e la strada (Sellerio), ispirato alla biografia di Alfonsina Strada, prima e unica donna ad aver preso parte al Giro d'Italia maschile nel 1924. Il romanzo è vincitore del Premio Memo Geremia, per la sezione Premio Speciale ALI Librai ed è stato tradotto in tedesco con il titolo Die Rebellion der Alfonsina Strada, per la casa editrice Eichborn .
Sempre nel 2021 pubblica il romanzo per ragazzi La neve finché cade (Giunti editore) sul tema del cambiamento climatico.
Nel 2023 pubblica il romanzo Il pozzo delle bambole grazie al quale si aggiudica la 38ª edizione del Premio letterario nazionale per la donna scrittrice.

## Opere
- Evelina e le fate, 2013, Giunti (romanzo)
- Il tempo bambino, 2014, Giunti (romanzo)
- La vita a rovescio, 2016, Giunti (romanzo)
- È facile vivere bene nelle Marche se sai cosa fare, 2016, Newton Compton (guida turistica)
- L'ultimo spartito di Rossini, 2018, PIEMME (romanzo)
- Vicolo dell'Immaginario, 2019, Sellerio (romanzo)
- Fiaba di Natale, 2020, Sellerio (romanzo)
- Alfonsina e la strada, 2021, Sellerio (romanzo)
- La neve finché cade, 2021, Giunti (romanzo per ragazzi)
- Processo ad Antigone, 2023, People  (testo teatrale)
- Il pozzo delle bambole, 2023, Sellerio (romanzo)